# Corcoran (Califórnia)
Corcoran é uma cidade localizada no estado americano da Califórnia, no condado de Kings. Foi incorporada em 11 de agosto de 1914.

## Geografia
De acordo com o United States Census Bureau, a cidade tem uma área de 19,3 km², onde todos os 19,3 km² estão cobertos por terra.

### Localidades na vizinhança
O diagrama seguinte representa as localidades num raio de 32 km ao redor de Corcoran. 

## Demografia
Segundo o censo nacional de 2010, a sua população é de 24 813 habitantes e sua densidade populacional é de 1 282,51 hab/km². É a cidade mais densamente povoada do condado de Kings. Possui 3 958 residências, que resulta em uma densidade de 204,58 residências/km².

## Afundamento da cidade pela extração de água do subsolo
Devido as mudanças climáticas a seca foi intensificada na região e a agricultura em larga escala necessita retirar mais água do subsolo, isso acarretou o afundamento do nível da cidade equivalente a uma casa de dois andares. Um caso semelhante acontece na cidade de Maceió.